# Wandering Moon
Wandering Moon — студийный альбом американского джазового трубача Теренса Бланчарда. Альбом был выпущен 15 февраля 2000 года лейблом Sony Classical Records. Бланчард написал большинство композиций для альбома, за исключением вальса «The Process» пианиста Эдварда Саймона и джазового стандарта «I Thought About You». За последнюю песню альбом был номинирован в 2000 году на премию «Грэмми» за лучшее джазовое инструментальное соло.

## Отзывы
| Оценки критиков       | Оценки критиков |
| Источник              | Оценка          |
| --------------------- | --------------- |
| Allmusic              | [ 4 ]           |
| The Austin Chronicle  | [ 5 ]           |
| Entertainment Weekly  | B+              |
| Penguin Guide to Jazz | [ 7 ]           |
| Том Халл              | B+              |

Уиллард Дженкинс из Jazz Times заявил: «Тот, кто ожидает, что Теренс Бланчард будет почивать на лаврах, уютно устроившись в прибыльном мире кинодраматургии, должен подумать ещё раз. Хотя о его неизменном интересе к киносценариям свидетельствует его постоянное восхождение в список „А“ этого жанра, а его прекрасно составленное путешествие по программе киноклассики на прошлогодней превосходной пластинке Sony стало явным доказательством его погружения в этот мир, Бланчард остаётся джазовым трубачом, бэндлидером и композитором по своей сути. Все эти три качества в полной мере проявились на последней пластинке Sony Classical… Бланчард исследует прекрасную палитру настроений и цветов, среди которых есть один вклад Саймона, бесстрашная „The Process“ и вечнозелёная „I Thought About You“, а также сумрачное качество этого альбома, скорее напоминающее насыщенный чёрный кофе или стол из красного дерева, который вы давно хотели приобрести. Остальное — чистый Бланшар».
Ли Просс из Jazz Review отметил: «У джазового трубача Теренса Бланчарда неплохое резюме: он играл в группе Art Blakey’s Jazz Messengers в 1980-х и написал музыку к некоторым фильмам режиссёра Спайка Ли… В альбоме MOON к нему присоединились несколько именитых ветеранов — саксофонист Брэнфорд Марсалис и акустический басист Дэйв Холланд (не чужой на этих электространицах, он играл со всеми, от Энтони Брэкстона до Бонни Рэйт), а также несколько новых для меня имён: асы саксофонисты Брайс Уинстон и Аарон Флетчер. Пианист Эдвард Саймон играет как с приятным лиризмом, так и энергично, а Эрик Харланд — потрясающе динамичный барабанщик в мультиритмическом стиле Блэйки. Эй, Уинтон, послушай!».
Майкл Г. Настос из Allmusic написал: «Трубач Бланчард выпустил несколько прекрасных записей в 90-е годы, но эта, возможно, лучшая из них, поскольку он заявляет о себе как о композиторе действительно оригинального современного джаза. Он написал семь композиций, используя одного или двух из трёх саксофонистов в каждой композиции — Брэнфорда Марсалиса и Брайса Уинстона (тенор) или Аарона Флетчера (альт). Именно ритм-секция закипает в этом котле: басист Дэвид Холланд и особенно пианист Эдвард Саймон в ударе, а молодой барабанщик Эрик Харланд продолжает демонстрировать неуклонный прогресс на пути к становлению первоклассным траппистом… Искры летят, и безответные настроения сходятся воедино в этой призматической эпопее эмоций, свинга и поистине нового мейнстримного джаза от Бланшара и его коллег. Настоятельно рекомендуется и является сильным кандидатом на звание „Джазовый диск Y2K“».

## Список треков
| №                   | Название                 | Автор(ы)                        | Длительность |
| ------------------- | ------------------------ | ------------------------------- | ------------ |
| 1.                  | «Luna Viajera»           | Теренс Бланчард                 | 7:50         |
| 2.                  | «If I Could, I Would»    | Бланчард                        | 9:19         |
| 3.                  | «Bass Solo»              |                                 | 1:10         |
| 4.                  | «My Only Thought Of You» | Бланчард                        | 6:55         |
| 5.                  | «Simplemente Simon»      | Бланчард                        | 8:26         |
| 6.                  | «Sweet's Dream»          | Бланчард                        | 7:24         |
| 7.                  | «Sidney»                 | Бланчард                        | 6:45         |
| 8.                  | «The Process»            | Edward Simon                    | 7:26         |
| 9.                  | «Joe & O»                | Бланчард                        | 10:57        |
| 10.                 | «I Thought About You»    | Jimmy Van Heusen, Джонни Мерсер | 8:59         |
| Общая длительность: | Общая длительность:      | Общая длительность:             | 65:08        |